# 631
Évszázadok: 6. század – 7. század – 8. század
Évtizedek: 580-as évek – 590-es évek – 600-as évek – 610-es évek – 620-as évek – 630-as évek – 640-es évek – 650-es évek – 660-as évek – 670-es évek – 680-as évek
Évek: 626 – 627 – 628 – 629 –  630 – 631 – 632 – 633 – 634 – 635 – 636

## Események

### Bizánci Birodalom
- Hérakleiosz császár Küroszt nevezi ki Alexandria pátriárkájává, aki Szergiosz konstantinápolyi pátriárkával egyeztetve monotheléta kompromisszummal (miszerint Jézusnak két, isteni és emberi természete volt, de csak egy akarata) próbálja visszaterelni az egyiptomi monofizitákat az ortodox egyházba. Erőszakos módszereivel (több papot megkínoztat és megölet, például Benjámin kopt pátriárka fivérét, Mennaszt) azonban elidegeníti magától az egyiptomiakat.

### Európa
- I. Dagobert frank király nagy hadsereggel támad Szamo szlávjaira, akik rendszeresen fosztogatják a frank kereskedőket. A három napos wogastisburgi csatában a szlávok győzedelmeskednek. A szászok felajánlják segítségüket Dagobertnek, cserébe évi 500 marhányi adókötelezettségük eltörléséért.
- A vizigót nemesség Sisenand vezetésével fellázad Suintila király zsarnoksága ellen. A lázadóknak Dagobert király segítséget küld, sikerül elűzniük Suintilát és Sisenand Zaragozában királlyá kiáltja magát. Sisenand eltörli az egyház adóit és Dagobertnek hálából egy 500 font (230 kg) súlyú aranytálat küld, amelyet állítólag még Aetius ajándékozott a vizigót Thorismundnak kétszáz évvel korábban.

### Perzsia
- Folytatódik a Szászánida Birodalom belső válsága. Ázarmídoht királynő megöleti a rivális Pahlav klán vezetőjét, Farruh Hurmuzt, mire annak fia, Rosztam Farrohzád hadaival elfoglalja a fővárost, Ktésziphónt és kivégezteti a királynőt. A trónra Áramídoht nővérét, Borandohtot ülteti, aki az előző évben egy rövid ideig már királynő volt. Borandoht tíz évre Rosztamot nevezi ki az állam kormányzójává.

## Születések
- Tenmu, japán császár

## Halálozások
- Ázarmídoht, szászánida királynő
- Rajhána bint Zajd, Mohamed próféta felesége

## Fordítás
- Ez a szócikk részben vagy egészben  a(z)   631 című angol Wikipédia-szócikk ezen változatának fordításán alapul.  Az eredeti cikk szerkesztőit annak laptörténete sorolja fel. Ez a jelzés csupán a megfogalmazás eredetét és a szerzői jogokat jelzi, nem szolgál a cikkben szereplő információk forrásmegjelöléseként.